# Týniště

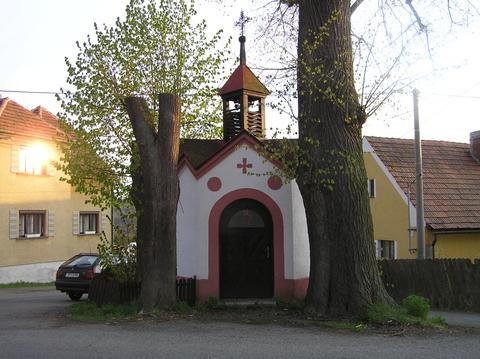
Die Kapelle von Týniště (2006)

Týniště (deutsch Tinischt) ist eine Gemeinde mit 53 Einwohnern in Tschechien. Sie liegt 10 Kilometer südöstlich von Přeštice und gehört zum Okres Plzeň-jih. Die Katasterfläche beträgt 810 Hektar.

## Geographie
Der Ort befindet sich in 530 m ü. M. in einer Hanglage östlich über dem Tal des Zlatý potok. Nördlich davon erhebt sich der 571 m hohe Hügel Neverná.
Nachbarorte sind Újezd im Norden, Kbelnice und Letiny im Nordosten, Lázně Letiny im Osten, Skašov im Südosten, Luh im Westen sowie Horšice im Nordwesten.

## Geschichte
Die erste urkundliche Erwähnung war im Jahre 1582, als ein dem Mikuláš Nebílovský von Drahobuz gehöriger Ort Pustá bzw. Hof Pustý. 1603 erbten den Besitz, zu dem auch Příchovice gehörte, dessen drei Söhne. 1649 erbte Kryštof Příchovský von Příchovice das Dorf, nach dessen Tod es erneut an die Nebílovský fiel. Schließlich kaufte der kaiserliche Rat und Hauptmann des Prachiner Kreises, Friedrich Schwihau von Riesenberg, Týniště. 1716 erwarb der spätere Hauptmann des Pilsner Kreises, Heinrich Anton Henniger von Seeberg, das Dorf von Friedrichs Enkeltochter Maria Josepha Lobkowicz. Ihm folgte Jan Karel von Kokořov, der Týniště 1740 an die Herrschaft Žinkovy anschloss.
1789 wurden im Tal des Zlatý potok eine Wassermühle und eine Glashütte errichtet, an denen der Weiler Luh hervorging. Nach der Ablösung der Patrimonialherrschaften wurde Týniště 1850 zur selbständigen Gemeinde.
Nach 1837 ging die Glashütte in Luh ein, und an ihrer Stelle entstand 1898 ein Forsthaus. Die Wassermühle wurde 1889 bei einem Dammbruch zerstört, bei dem der Müller Zeigler mit seiner Familie ertrank. 1880 lebten im Dorf 175 Menschen, die größtenteils in der Landwirtschaft arbeiteten. 1918 ließ Karel Škoda, Gutsbesitzer auf Žinkovy in Luh eine Dampfmühle aufbauen. 1929 wurde die alte Holzkapelle in Týniště abgetragen und durch einen Neubau ersetzt.
1990 erhielt Týniště seine Selbständigkeit zurück, und 1991 erfolgte die Renovierung der Kapelle.

## Gemeindegliederung
Für Týniště sind keine Ortsteile ausgewiesen. Zur Gemeinde gehört der Weiler Luh.

## Sehenswürdigkeiten
- Kapelle